# Topdog/Underdog
Topdog/Underdog est une pièce de théâtre de la dramaturge américaine Suzan-Lori Parks joué pour la première fois en 2001 en off à Broadway à New York. L'année suivante, elle est jouée à Broadway, à l'Ambassador Theatre, pendant plusieurs mois.  En 2002, Parks a reçu le prix Pulitzer du théâtre et le Outer Critics Circle Award pour la pièce; il a reçu d'autres prix pour le réalisateur et la distribution.

## Résumé
La pièce raconte l'histoire de deux frères joueurs de bonneteau, Lincoln et Booth, et de leur destin tragique, avec en toile de fond la difficulté d'être un homme afro-américain défavorisé.

## Trame complète
La pièce retrace la vie adulte de deux frères afro-américains confrontés à la pauvreté, au racisme, au travail, aux femmes et à leur éducation troublée. Lincoln vit avec Booth, son plus jeune frère, après avoir été jeté par sa femme. Booth rappelle à Lincoln que sa présence devait être un arrangement temporaire, en dépit du fait que Lincoln, qui fait des imitations d'Abraham Lincoln dans une salle d'arcade grimé en homme blanc, est leur unique source de revenus.
Bien que le travail soit honnête, les deux frères le trouvent humiliant et Booth tente à plusieurs reprises de persuader Lincoln de reprendre les parties de bonneteau. Lincoln s'était juré de quitter ce milieu après qu'un membre de son équipe eût été abattu, pensant qu'il serait le suivant. Idolâtrant l'ancienne gloire de son frère, Booth aspire à devenir un bon joueur de bonneteau, s'entraînant régulièrement dans son appartement, bien que son jeu soit maladroit et qu'il semble plus compétent lorsqu'il s'agit de vol à l'étalage.
Booth est obsédé par une femme nommée Grace qu'il essaie d'impressionner avec des produits de luxe volés. Il se vante auprès de son frère de leur relation, alors qu'elle a toujours rejeté ses avances. Lincoln révèle que son épouse, Cookie, ayant à tort interprété sa dépression comme un manque d’intérêt pour elle, l'a chassé du domicile avant de coucher avec Booth. Par la suite, Lincoln est sur le point d'être licencié et remplacé une statue de cire. Booth suggère à Lincoln de sauver son travail en jouant théâtralement la mort d'Abraham Lincoln en proposant aux clients de lui tirer dessus à blanc, une idée qu'ils répètent avant de l'abandonner.
Les frères se remémorent leur passé : leurs parents les ont abandonnés à l'adolescence, mais avant de partir avec un nouvel amant, chaque parent a laissé à un frère 500 $ en espèces, qu'ils appellent "leur héritage". Lincoln a dépensé le sien, Booth le conserve caché, n'ouvrant jamais le bas dans lequel il se trouve.
Après avoir perdu son travail, Lincoln recommence à pratiquer le bonneteau le lendemain et rentre guilleret à la maison. Pendant ce temps, Booth se vante que Grace lui ait proposé le mariage. Lincoln suggère à Booth de trouver un emploi afin de garder Grace, lui disant qu'il a " deux mains gauches " lorsqu'il s'agit du bonneteau. Insulté, Booth le défie au jeu. Lincoln le laisse croire qu'il peut gagner, incitant Booth à parier son héritage de 500 $ sur le jeu avant de le battre. En riant, Lincoln explique que l'astuce derrière le bonneteau est que le bonneteur décide toujours quand il gagne. À la suite des protestations de Booth, il tente ensuite d'ouvrir le bas contenant l'héritage. Booth, agité, lui révèle qu'il a abattu Grace. Lincoln tente de restituer l'héritage, mais Booth le met au défi de l'ouvrir immédiatement.
Alors que Lincoln coupe le bas, Booth lui tire dessus. Booth se lance dans une diatribe contre son frère, lui reprochant de s'être moqué de lui et de lui avoir volé son héritage, avant de s'effondrer et de sangloter sur le cadavre.

## Production
Topdog / Underdog ouvert off-Broadway au Public Theater du 26 juillet au 2 septembre 2001. Réalisé par George C. Wolfe , la pièce met en scène Don Cheadle (Booth) et Jeffrey Wright (Lincoln). La pièce est jouée à Broadway à l'Ambassador Theatre du 7 avril 2002 au 11 août 2002. Cheadle a été remplacé par Mos Def , la direction a été de nouveau assurée par George C. Wolfe. La pièce est par la suite également jouée à Londres au Royal Court Theatre en 2003, avec le même casting de Broadway, et dirigée par Wolfe.
En septembre 2012, Topdog / Underdog a été produit par la Two River Theatre Company à Red Bank, dans le New Jersey .
Une production du Festival Shaw au Canada en 2011 met en vedette Kevin Hanchard dans le rôle de Booth et Nigel Shawn Williams dans le rôle de Lincoln. Cette production est proposée une seconde fois au Theatre Centre de Toronto plus tard au cours de la même année par la Obsidian Theatre Company. Hanchard et Williams ont tous deux été nommés au titre de meilleur acteur au théâtre aux Dora Mavor Moore Awards en 2012 : Williams a remporté le prix. Le réalisateur Philip Akin a également remporté le prix Dora pour la direction exceptionnelle d’une pièce de théâtre / comédie musicale.

## Commentaire de l'auteur
Parks a commenté la pièce : "Je pense que la signification de la pièce ne se limite pas à l'expérience d'un homme ... Je pense que c'est à propos de ce que signifie être une famille et, dans le sens le plus large, la famille d'un homme, ce que cela signifie d'être connecté avec quelqu'un d'autre. " Elle indique que la pièce parlait de "du futur que le monde attend de nous, et de la façon dont on y fait face".

## Réception
Le critique Ben Brantley du New York Times a écrit:
La pièce, jouée pour la première fois au centre-ville au théâtre public Joseph Papp l'année dernière, vibre au rythme des grandes idées exprimées de manière audacieuse et exubérante. Comme Homme invisible, pour qui chantes-tu ? de Ralph Ellison roman culte de 1952, « Topdog / Underdog » considère rien de moins que les pièges existentiels d'être afro-américain et un homme aux États-Unis, les masques qu'ils portent et vice-versa. Mais ne croyez pas une seconde que Mme Parks donne une conférence ou récite un poème pesant. Sous la direction habile de George C. Wolfe, un homme qui comprend que le sens du spectacle et la substance intellectuelle ne sont pas incompatibles, Topdog / Underdog est une expérience profondément théâtrale
.
La pièce remporte le prix Pulitzer 2002 pour le théâtre. Le comité Pulitzer écrit à propos de la pièce : 
"Fable sombre et comique d'amour fraternel et d'identité familiale, Topdog / Underdog raconte l'histoire de Lincoln et Booth, deux frères dont les noms, donnés comme une blague, annoncent une vie de rivalité et de ressentiments. Hantés par leur passé, les frères sont obligés de faire face à la réalité bouleversante de leur avenir. "

## Prix et nominations
- Prix Pulitzer 2002 pour le théâtre
- Outer Critics Circle Award  2002, Meilleur réalisateur de théâtre (Wolfe)
- Obie Award 2001-2002 , Performance (Wright) et Direction (Wolfe) (gagnants)
- Outer Critics Circle Award 2001-2002, Prix John Glassner exceptionnel, écriture dramatique, Parcs (gagnant)
- Outer Critics Circle Award 2001-2002, Prix de réalisation spéciale exceptionnelle. Wright (gagnant)
- Outer Critics Circle Award 2001-2002, Prix de réalisation spéciale exceptionnelle, Mos Def (gagnant)
- Prix Lucille Lortel 2002, Acteur exceptionnel, Jeffrey Wright (nommé)
- Prix Drama Desk 2002 , pièce exceptionnelle (nommé)
- Prix Drama Desk 2002, acteur exceptionnel, Jeffrey Wright (nommé)
- Tony Award 2002 , Meilleur jeu (nommé)
- Tony Award 2002, Meilleur acteur dans le jeu (Wright) (nommé)